# أزمة مالية

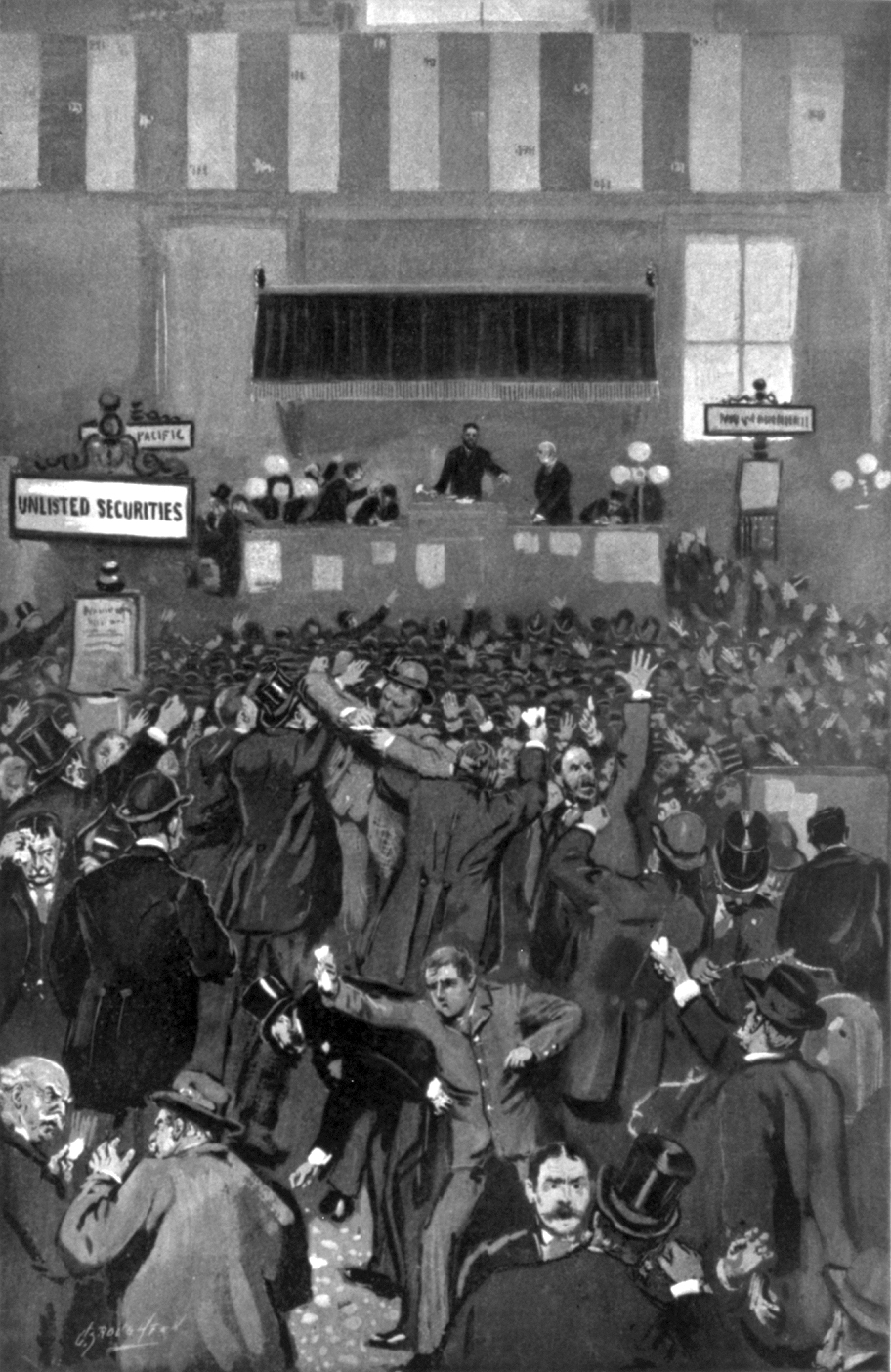
الذعر في بورصة نيويورك في 5 مايو 1893 أثر آزمة مالية

الأزمة المالية هي اضطراب فجائي يطرأ على التوازن الاقتصادي في دولة ما أو عدة دول. وهي تطلق بصفة خاصة على الاضطراب الناشيء عن اختلال التوازن بين الإنتاج والاستهلاك.
والأزمة إما أن تكون عنيفة أو بطيئة، وقد تكون أزمة محلية يقتصر أثرها على بلد أو دولة معينة أو تكون عامة شاملة لعدة دول أو العالم بأسرهِ، وتعرف أيضاً بأنها توقف في ارتفاع الأسعار للسلع والخدمات.
ويستعمل الاقتصاديون الغربيون اصطلاح الدورة Cycle بدلا من كلمة (Crise) التي تدل على الأزمة، بينما يلاحظ أن هناك فرق بين التعبيرين، فالأزمة تدل على الاختلال أو الاضطراب في حين أن الدورة Cycle تدل على الانتظام في التعاقب الذي تخضع له الظواهر الطبيعية.
وتعليل الأزمات الاقتصادية لدى الاقتصاديين أنهم يحملون النظام الرأسمالي مسؤولية هذه الأزمات ويعللونها بسبب الفوضى في الإنتاج وعدم المساواة في توزيع الثروات، أو قلة استهلاك الطبقة العاملة.
ويفسر الكثير من الاقتصاديين الأزمة المالية بالعوامل النقدية، وبصورة خاصة سوء استعمال الائتمان عن طريق التوسع فيه بحيث يؤدي عاجلاً أو آجلاً إلى رفع أسعار الفائدة، فيقل التداول النقدي، ويعجز المنتجون عن تصريف سلعهم، وهذا يؤدي إلى انخفاض في الأسعار بحيث يصل إلى حد يؤدي إلى زيادة الطلب فتنتعش الأسعار نسبياً، ويتسع نطاق الإنتاج ويقبل الأفراد على الاقتراض وتزداد عملية الخصم، وهكذا تبدأ الدورة من جديد بالمغالاة في الاقتراض، وإساءة استخدام نظام الائتمان.

## الأنواع

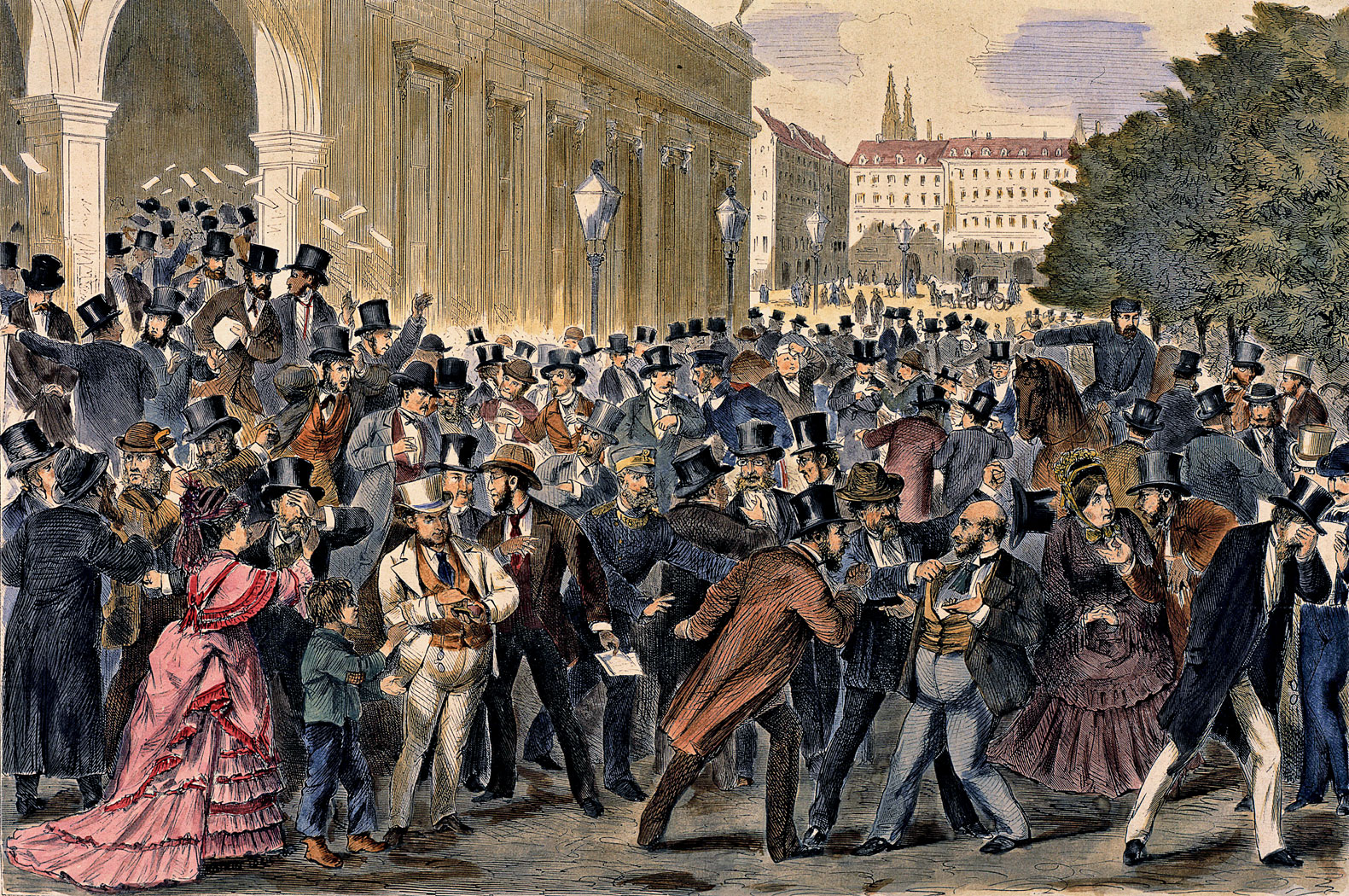
الجمعة السوداء، 9 مايو 1873، بورصة فيينا. تبع ذلك ذعر 1873 وفترة طويلة من الكساد

### أزمة مصرفية
عند معاناة أحد البنوك من حالات اندفاع مفاجئ على سحب الودائع من قبل المودعين، فإذن ذلك يسمى بسحب غير الاعتيادي للودائع. بما أن البنوك تقرض أغلب النقد الذي تتلقاه في شكل ودائع، فمن الصعب عليها أن تسدد بسرعة جميع الودائع إذا ما طُلِبت فجأة، وبالتالي فإن هذا التصرف من شأنه أن يجعل البنك معسرًا، الأمر الذي يؤدي إلى خسارة العملاء لودائعهم، إلى الحد الذي لا يغطيه التأمين على الودائع. يُطلق على الحدث الذي تنتشر فيه السحوبات غير الاعتيادية للودائع على نطاق واسع بأزمة مصرفية شاملة أو ذعر مصرفي.
تشتمل الأمثلة على حالات السحوبات غير الاعتيادية للودائع على أزمة السحوبات في الولايات المتحدة في عام 1931 (الكساد الكبير) ثم أزمة سحوبات الودائع من بنك نورثرن روك في عام 2007. تحدث الأزمات المصرفية عادة بعد فترات من الإقراض الخطر وما ينتج عن ذلك من عجز في سداد القروض.

### أزمة العملة
تعتبر أزمة العملة، التي يطلق عليها أيضًا أزمة انخفاض قيمة العملة، عادةً جزءًا من أزمة مالية. يعرّف كامينسكي وآخرون (1998)، على سبيل المثال، أزمات العملة بأنها تحدث عندما يتجاوز المتوسط المرجح لإهلاكات النسبة المئوية الشهرية في سعر الصرف ولانخفاضات النسبة المئوية الشهرية في احتياطيات الصرف متوسطه بأكثر من ثلاثة انحرافات قياسية. يعرف كل من فرانكل وروز (1996) أزمة العملة على أنها انخفاض اسمي لقيمة عملة بنسبة لا تقل عن 25 في المئة، ولكنها تعرَف أيضًا على أنها زيادة بنسبة 10 في المئة على الأقل في معدل الإهلاك. بشكل عام، من الممكن تعريف أزمة العملة باعتبارها حالة يدرك فيها المشاركون في سوق الصرف أن سعر الصرف الثابت يوشك على السقوط، وهو ما من شأنه أن يؤدي إلى المضاربة ضد الربط الذي يعجل بالسقوط ويدفع إلى خفض قيمة العملة.

### فقاعات مضارِبة وانهيارات
تنشأ الفقاعة المضارِبة في حالة المبالغة الكبيرة والمستدامة في تسعير بعض فئات الأصول. تشتمل العوامل التي كثيرًا ما تساهم في نشوء الفقاعة على وجود المشترين الذين يشترون أصولًا استنادًا فقط إلى توقع قدرتهم على إعادة بيعها في وقت لاحق بسعر أعلى، بدلًا من حساب الدخل الذي سوف تدره في المستقبل. إذا ما نشأت فقاعة، فهناك أيضًا خطر انهيار أسعار الأصول: إذ يستمر المشاركون في السوق في الشراء فقط ما داموا يتوقعون أن يشتري آخرون، وحين يقرر كثيرون البيع؛ ستنخفض الأسعار. غير أن من الصعب التكهن بما إذا كان سعر الأصل يعادل قيمته الأساسية بالفعل، لذا فمن الصعب استكشاف الفقاعات على نحو يمكن الاعتماد عليه. يصر بعض خبراء الاقتصاد على أن الفقاعات لا تحدث أبدًا أو تكاد لا تحدث أبدًا.
تتضمن الأمثلة المعروفة عن الفقاعات (أو الفقاعات المزعومة) والانهيارات في أسعار الأسهم وغيرها من أسعار الأصول؛ جنون التوليب الهولندية في القرن السابع عشر، فقاعة بحر الجنوب في القرن الثامن عشر، انهيار وول ستريت في عام 1929، فقاعة العقارات اليابانية في ثمانينيات القرن العشرين، انهيار فقاعة الإنترنت بين عامي 2000 و2001، والفقاعة الإسكانية في الولايات المتحدة التي بدأت في الانكماش الآن. أشعلت فترة العقد الأول من القرن الحادي والعشرين فقاعة عقارية حيث كانت أسعار المساكن في ارتفاع ملحوظ بوصفها سلعة أصولية.

### أزمة مالية عالمية
عندما تضطر فجأة دولة تحافظ على سعر صرف ثابت إلى خفض قيمة عملتها بسبب تراكم عجز غير مستدام في الحساب الجاري، فإن هذا يسمى أزمة العملة أو أزمة ميزان المدفوعات. عندما تفشل دولة ما في سداد ديونها العامة، فإن هذا يطلق عليه إفلاس سيادي. في حين قد يكون انخفاض قيمة العملة والإفلاس من القرارات الطوعية التي تتخذها الحكومة، فإنه كثيرًا ما يُنظَر إليها باعتبارها نتيجة غير طوعية لتغير في ميول أو أمزجة المستثمرين الذي يؤدي إلى توقف فجائي في تدفقات رأس المال أو زيادة مفاجئة في هروب رأس المال.
عانت عدة عملات شكلت جزءًا من آلية سعر الصرف الأوروبية من أزمات بين عامي 1992 و1993 واضطرت تباعًا إلى خفض قيمة العملة أو الانسحاب من الآلية. شهدت آسيا جولة أخرى من أزمات العملة في عامي 1997 و1998. تخلفت بلدان كثيرة من أمريكا اللاتينية عن سداد ديونها في أوائل ثمانينيات القرن العشرين. أسفرت الأزمة المالية الروسية في عام 1998 عن انخفاض قيمة الروبل والتخلف عن سداد سندات الحكومة الروسية.

### أزمة اقتصادية فائقة
يُسمى نمو الناتج المحلي الإجمالي السلبي الذي يدوم ربعين أو أكثر بالركود. يسمى الركود طويل الأمد أو الحاد بشكل خاص بالكساد، في حين تسمى فترة طويلة من النمو البطيء ولكن ليس بالضرورة أن يكون سلبيًا؛ بالركود الاقتصادي.
يزعم بعض خبراء الاقتصاد أن العديد من فترات الركود كانت ناجمة إلى حد كبير عن الأزمات المالية. تتضمن الأمثلة المهمة أزمة الكساد الكبير، التي سبقتها في العديد من البلدان حالات سحوبات غير اعتيادية للودائع وانهيارات سوق الأوراق المالية. أدت أزمة الرهن العقاري وانفجار فقاعات عقارية أخرى في مختلف أنحاء العالم أيضًا إلى الركود في الولايات المتحدة وعدد من البلدان الأخرى في أواخر عام 2008 وعام 2009.
يزعم بعض خبراء الاقتصاد أن الأزمات المالية ناجمة عن الركود وليس العكس، وحتى عندما تكون الأزمة المالية هي الصدمة الأولية التي تؤدي إلى الركود، فإن عوامل أخرى قد تكون أكثر أهمية في إطالة أمد الركود. على وجه الخصوص، زعم كل من ميلتون فريدمان وآنا شوارتز أن الانحدار الاقتصادي الأولي المرتبط بانهيار وول ستريت عام 1929 وحالات الذعر المصرفي في ثلاثينيات القرن العشرين ما كان ليتحول إلى كساد مطول ما لم يتعزز بفعل أخطاء السياسة النقدية من جانب بنك الاحتياطي الفيدرالي، وهو موقف يؤيده بن برنانكي.

## الدورة الاقتصادية
ويتعرض الاقتصاد الرأسمالي لحدوث دورات اقتصادية، وتسمى دورة كوندراتيف نسبة إلى العالم كندارتيف، وهناك ثلاثة أنواع من الدورات الاقتصادية، وتتراوح أعراضها ما بين الكساد الاقتصادي، والركود.

### دورة قصيرة الأجل
وهي تتراوح ما بين 10 إلى 15 عاماً ومن أعراضها الركود الاقتصادي.

### دورة متوسطة الأجل
وهي تتراوح ما بين 25 إلى 30 عاماً، وتتسبب في الركود أيضاً.

### دورة طويلة الأجل
وهي تتراوح ما بين 60 إلى 70 عاماً، وتتسبب في حدوث الكساد الاقتصادي، حيث إن الطلب الكلي أو الفعال لا يستطيع مجابهة العرض، مثل الكساد العالمي الكبير عام 1929م، والذي أصاب المؤسسات الاقتصادية وأسواق المال العالمية سواء في أوروبا أو في الولايات المتحدة الأمريكية، ولم يرجع النظام المالي الاقتصادي إلى ما كان عليهِ لعدة سنوات.

## مقالات ذات صلة
- التعافي الأخضر